# 護道介助法
護道介助法（ごどうかいじょほう）とは、廣木道心が創始した自他護身（自他共に傷つけない護身技術）を旨とする武道「護道」の技術の応用として、ハンディを持つ方の介助を目的として考案された介助技術。
より支援に特化した技術とするために、名称を支援介助法に変更した。